# 藍色項圈
《藍色項圈》（英語：The Blue Choker），是一部於2018年上映的台灣驚悚電影，改編自張耀升的同名小說，電影改編幅度相當大，由恬妞、謝欣穎、黃采儀、陳以文領銜主演，2018年9月14日於台灣上映。

## 演員列表

### 主要演員
| 演員姓名 | 角色名稱 | 介紹 |
| 恬妞     | 校長     | 愛迪生中學的校長升旗時以冗長的校訓訓勉學生，經典名言：你們要先苦後樂還是先樂後苦呢？這個校長不斷尋找祭品以延長自己的壽命。被她當祭品的學生功課會突飛猛進但性格會大變，最後受不了壓迫會自殺。 |
| 謝欣穎   | 周老師   | 周老師是愛迪生中學三年五班的級任導師。剛進入愛迪生中學時秉持愛的教育理念，但在校長的威嚇下，逐漸變成嚴厲督促學生成績且會體罰學生的老師。                                                     |
| 黃采儀   |          | |
| 陳以文   | 舍監     | 舍監以嚴厲督促學生為名，晚間9點會定期巡房，只要不符合舍規的寢室都會被處罰打掃宿舍。 |

### 其他演員
| 演員姓名 | 角色名稱 | 介紹                                   |
| 傅顯濬   | 葉群     | 天才轉學資優生                         |
| 汪師超   | 林世文   | 全校排名第一名，一直都知道藍色項圈秘密 |
| 杜以謙   | 王自強   | 知道藍色項圈秘密後成績突飛猛進         |
| 段鈞豪   | 葉群爸爸 |                                        |
| 蔡亘晏   | 葉群媽媽 |                                        |
| 黃采儀   | 鄭宜臻   |                                        |

## 主要劇情
藍色項圈一開始以校長冗長的訓話做為開頭，當校長訓勉同學們要先苦後樂還是先樂後苦時，有學生從樓頂一躍而下而亡，接著是所有同學為過世的學生默哀一分鐘。接著男主角葉群轉入這所以升學主義為主的愛迪生中學。校長向葉群的父親強調只要選擇這所學校，成績就能超越其他學校的學生，而全校第一名可以直接保送哈佛大學。
葉群進入這所學校後一開始就領教了這所學校的恐怖，首先到了晚上9點舍監就會查房，房間不乾淨或違規的會害同寢室的被連坐處罰。接著在求學過程中，葉群發現成績最後一名的班級會被取消休假，班上成績最差的會被成績好的同學霸凌。接著在同學林世文的口中得知，只要到神秘的420寢室上吊而不死就能在考試中看得到答案而獲得高分，而葉群不願意冒險，但跟他同寢室成績都是班上成績最差的王自強選擇了去420上吊，之後王自強的成績突飛猛進。但林世文沒告知的事實是，上吊後獲得的高分時效因人而異，還是要看是否能找到下一個祭品，王自強在找不到祭品下，用火刑威脅林世文跟他交換成績。最後林世文成績退步太多，被家長帶回休息，在車上林世文跟爸爸說他受不了這間學校因過度競爭分數產生的同儕霸凌，爸爸一氣之下把他丟在半山腰，接著回到學校後林世文因學習壓力太大及同儕霸凌問題，在畫室自殺了。
得知消息的班導師周老師看著林世文的屍體淚流滿面，她想起她剛來到這間學校當老師時創立美術社時，她跟林世文都對畫畫很熱衷且很開心的樣子，而現在一切都變了樣。最後周老師跟男主角葉群合作駭入學校系統，竄改成績，所有人的分數都是一樣的，學校也成了自由天堂；校長得知後大為光火，她威脅周老師交出真凶，周老師在工作不保的壓力下供出了葉群，最後校長通知家長並告知若葉群能得到全校第一名，則他駭入學校系統的行為可以不追究。最後，葉群還是到420上吊了，成了王自強的下一個祭品。

## 外部連結
- 藍色項圈的Facebook專頁